# Parque hortícola Gardenview
El Parque hortícola Gardenview (en inglés: Gardenview Horticultural Park) es un jardín botánico y arboreto de unas 6,5 hectáreas (16 acres) de extensión, de administración privada, ubicado en la proximidad de Strongsville, Ohio. 

## Localización
Gardenview Horticultural Park, 16711 Pearl Road Strongsville, Cuyahoga county Ohio 44136 Estados Unidos
Planos y vistas satelitales.41°18′46″N 81°49′55″O / 41.31278, -81.83194
Está abierto a los fines de semana por las tardes a los no miembros, cobrando una tarifa de entrada. 

## Historia
El parque comenzó su andadura en 1949 por el horticultor Henry Ross en unos terrenos de su propiedad llenos de zarzamoras y hierbas sobre una tierra arcillosa. 
En sus exhaustivos trabajos en el jardín, Ross ha introducido docenas de cultivares incluyendo la Ajuga 'Arctic Fox' de hojas blancas y la Monarda 'Gardenview Scarlet' resistente al mildiu. 
El jardín fue abierto para la visita pública en 1961. 

## Colecciones
Actualmente el parque incluye:
- "English Cottage Gardens" (Jardín de casa de campo inglesa), con una extensión de 6 acres (24,000 m² (con una colección de plantas variegadas, doradas, plateadas, o con hojas coloreadas)
- Arboreto de 10 acres (40,000 m²), que alberga más de 2,500 árboles no usuales, incluyendo 500 variedades de especies silvestres de Malus con plantaciones de narcissus en sus pies.
- Colección de azaleas,
- Colección de begonias con 1,500 tubérculos,
- Colección de tulipanes,
- Cactus
- 2 charcas